# Liste der Baudenkmäler in Thaining
Auf dieser Seite sind die Baudenkmäler in der oberbayerischen Gemeinde Thaining zusammengestellt. Diese Tabelle ist eine Teilliste der Liste der Baudenkmäler in Bayern. Grundlage ist die Bayerische Denkmalliste, die auf Basis des Bayerischen Denkmalschutzgesetzes vom 1. Oktober 1973 erstmals erstellt wurde und seither durch das Bayerische Landesamt für Denkmalpflege geführt wird. Die folgenden Angaben ersetzen nicht die rechtsverbindliche Auskunft der Denkmalschutzbehörde.
 Die Liste gibt den Fortschreibungsstand vom 31. August 2017 wieder und umfasst fünf Baudenkmäler.

## Baudenkmäler
| Lage                                                            | Objekt                                      | Beschreibung | Akten-Nr.    | Bild           |
| --------------------------------------------------------------- | ------------------------------------------- | --- | ------------ | -------------- |
| Grasweg 20 (Standort)                                           | Bauernhof                                   | Ehemaliges Doppelhaus, verputzter Bau (teilweise in Ständerbohlenbauweise) mit Traufbundwerk und einseitig abgeschlepptem Satteldach, im Kern zweite Hälfte 17. Jahrhundert. | D-1-81-142-3 | Bauernhof      |
| Grasweg 26 (Standort)                                           | Katholische Filialkirche St. Wolfgang       | Ehemalige Wallfahrtskirche, niedriger Saalbau mit eingezogenem Polygonalchor und Turm an der Langhausnordseite, erbaut zwischen 1430 und 1450, Dachwerk des östlichen Teils des Langhauses 1450 (dendro.dat.) nach Westen erweitert 1711, ab 1664 barockisiert; mit Ausstattung; Einfriedungsmauer, verputzte Mauer mit halbrund gewölbten Deckziegeln, wohl 17. Jahrhundert. | D-1-81-142-2 | weitere Bilder |
| Kapellenweg 10 (Standort)                                       | Bergkapelle Unsere Liebe Frau von Altötting | Langgestreckter Satteldachbau mit eingezogener, halbrunder Apsis, im Kern 17./18. Jahrhundert, verlängert im 19. Jahrhundert, mit Ausstattung. | D-1-81-142-7 | weitere Bilder |
| Untergasse 1 (Standort)                                         | Pfarrhaus                                   | Zweigeschossiger Satteldachbau mit schlichtem Ortganggesims, im Kern 1693, umgebaut 1899. | D-1-81-142-4 | weitere Bilder |
| Untergasse 2; Dorfplatz 7; Dorfplatz 9; Untergasse 6 (Standort) | Katholische Pfarrkirche St. Martin          | Saalbau mit eingezogenem Polygonalchor und Chorflankenturm, einheitlicher Neubau von Nikolaus Schütz, 1762/64; mit Ausstattung; Teile der Friedhofsmauer, Nord- und Ostzug, verputzte Mauer mit Ziegelabdeckung, sowie zwei Torpfeiler im Süden, 1852/53; Holzfigur des hl. Johannes, um 1850; in der östlichen Friedhofsmauer.                                               | D-1-81-142-1 | weitere Bilder |